# 빅 시티 그린
빅 시티 그린(Big City Greens)는 2018년 6월 18일에 디즈니 채널에서 첫방송이 되었다. 대한민국은 2018년 11월 14일에 디즈니채널 첫방송이 되었다. 종영 6개월만에 2021년 10월 9일에 미국에서 방영이 재개하였다.

## 목소리 출연

### 원본판
- 크리켓 그린 - 크리스 휴턴
- 틸리 그린 - 마리브 토렌스
- 빌 그린 - 밥 졸스
- 앨리스 그린 - 아티미스 페브다니
- 낸시 그린 - 웬디 맥레돈 코비
- 베니 - 루크 로우
- 레미 - 제노 로빈슨
- 글로리아 - 안나 아카나
- 애쉬턴 - 아담 맥아서
- 기타배역 - 디 브래들리 베이커, 그레이 딜라일

### 한국어판
- 크리켓 그린 - 남도형
- 틸리 그린 - 조경이
- 빌 그린 - 이민규
- 앨리스 그린 - 이미나
- 낸시 그린 - 최하나
- 베니 - 김채하
- 레미 - 김채하
- 글로리아 - 최하나
- 애쉬턴 -
- 기타배역 - 김현욱, 홍진욱

## 우리말 연출
- 더빙 스튜디오 : 큰나무미디어
- 믹싱 스튜디오 : 큰나무미디어
- 더빙감독 : 정애진
- 음악감독 :
- 연출 :
- 제작총괄 :
- 한국어 연출 : Disney Character Voices International,Inc.
- 기획 : 디즈니채널코리아(유) (시즌 1,2) → 월트디즈니컴퍼니코리아 유한책임회사 (시즌 3)